# Doryphoribius evelinae
Doryphoribius evelinae är en djurart som tillhör fylumet trögkrypare, och som först beskrevs av Ernst Marcus 1928.  Doryphoribius evelinae ingår i släktet Doryphoribius och familjen Hypsibiidae. Inga underarter finns listade i Catalogue of Life.